# چوستکوو (استان اشوی‌داشکسیه)
چوستکوو (به لهستانی: Czostków) یک منطقهٔ مسکونی در لهستان است که در گمینا کراسوچین واقع شده‌است. چوستکوو ۶۹۸ نفر جمعیت دارد.